# Stiphra giraffe
Stiphra giraffe är en insektsart som beskrevs av Nicholas David Jago 1990. Stiphra giraffe ingår i släktet Stiphra och familjen Proscopiidae. Inga underarter finns listade i Catalogue of Life.